# Сапфір (пошуково-рятувальне судно)
«Сапфір» — пошуково-рятувальне судно проєкту 1454 тип «Наполегливий» Морської пошуково-рятувальної служби. 

## Призначення судна
Патрулювання в відкритому морі, порятунок суден, які терплять лихо, виконання морських буксирувань судів і плавзасобів, пожежогасіння, виконання підводно-технічних робіт на глибинах до 50 метрів, порятунок людей і надання медичної допомоги постраждалим.

## Історія
Пошуково-рятувальне судно «Сапфір» проєкту 1454 ип «Наполегливий» побудоване в 1988 році на Ярославському суднобудівному заводі під заводським номером 232. Першим оператором судна стало ДП «Чорноморське морське пароплавство ММФ СРСР». У 1992 році, після розпаду СРСР, судно перейшло у власність ДП «Експедиційний загін аварійно-рятувальних і підводно-технічних робіт ЧМП». В 1996 році оператором судна стало КП «Управління буксирно-рятувального спеціалізованого флоту (УБССФ)». 22 липня 2004 року користувачем судна стало ДП «ЧАУ АСПТР / Морська аварійно-рятувальна служба (МАРС)». У 2012 році оператором судна є КП «Морська пошуково-рятувальна служба (МПРС)».
13-14 жовтня 2021 року пошуково-рятувальне судно «Сапфір» залучалось до операції з буксирування судна розмагнічування «Балта» ВМС ЗС України після його аварії поблизу острова Зміїний.
Було захоплене російськими окупантами 26 лютого 2022 року в районі острова Зміїний під час виконання гуманітарної місії. 8 квітня корабель було повернуто Україні, а 10 квітня 2022 року стало відомо, що воно вже в румунському порту Суліна.
Наступного дня, 11 квітня, судно прибуло на територію України та нині пришвартоване біля причалу порту «Ізмаїл» на Одещині. В найкоротший термін, після проведення усіх необхідних перевірок відповідними службами на території України, рятувальне судно «Сапфір» повернеться до виконання своїх основних завдань та буде знаходитись у постійний пошуково-рятувальній готовності.